# 962
Năm 962 là một năm trong lịch Julius.